# Big Whiskey and the Groogrux King
 (mai 2017).
Si vous disposez d'ouvrages ou d'articles de référence ou si vous connaissez des sites web de qualité traitant du thème abordé ici, merci de compléter l'article en donnant les références utiles à sa vérifiabilité et en les liant à la section « Notes et références ».
Albums de Dave Matthews Band
The Best of What's Around vol.1
(2006) Away from the World
(2012)
Singles
1. Funny the Way It Is
Sortie : 14 avril 2009
2. Why I Am
Sortie : 23 juillet 2009
3. You and Me
Sortie : 24 août 2009

Big Whiskey and the GrooGrux King est un album du groupe de folk rock américain Dave Matthews Band, paru le 2 juin 2009.
Il est rapidement certifié disque de platine, et est nommé pour deux Grammy Awards : Album de l'année et Meilleur album rock.

## Présentation
C'est le premier album studio du groupe depuis Stand Up en 2005 et la première sortie depuis la mort du saxophoniste LeRoi Moore. Le guitariste Tim Reynolds (en) joue sur l'album, marquant son premier enregistrement avec le Dave Matthews Band depuis 1998 dans Before These Crowless Streets. Rashawn Ross (en) fait sa première apparition sur cet album studio depuis son entrée en tant que membre régulier lors de la tournée de 2006 ainsi que Jeff Coffin, qui a pris le rôle de Moore depuis juin 2008. L'album est le premier produit par Rob Cavallo,.
L'album est la deuxième des trois premières productions de DMB à bénéficier d'une édition de vinyle,, faisant suite à l'édition limitée de Before These Crowless Streets et précédant Away from the World (2012).
L'album entre à la 1re place du Billboard 200, se vendant à 424 000 exemplaires lors de sa première semaine de sortie et en faisant le cinquième album studio consécutif du groupe à ouvrir avec une semaine de vente d'au moins 400 000 exemplaires.
Six mois après sa sortie, Big Whiskey and the GrooGrux King est nommé pour deux Grammy Awards dans les catégories Meilleur album rock et Album de l'année, mais perd, respectivement, pour 21st Century Breakdown de Green Day et Fearless de Taylor Swift.

## Liste des titres
Toutes les chansons sont écrites et composées par Dave Matthews Band.
| 1.    | Grux                      | 1:12 |
| 2.    | Shake Me Like a Monkey    | 4:01 |
| 3.    | Funny the Way It Is       | 4:27 |
| 4.    | Lying in the Hands of God | 5:13 |
| 5.    | Why I Am                  | 3:54 |
| 6.    | Dive In                   | 4:27 |
| 7.    | Spaceman                  | 4:08 |
| 8.    | Squirm                    | 5:32 |
| 9.    | Alligator Pie (Cockadile) | 3:59 |
| 10.   | Seven                     | 4:17 |
| 11.   | Time Bomb                 | 3:59 |
| 12.   | Baby Blue                 | 3:41 |
| 13.   | You and Me                | 5:42 |
| 54:27 |                           |      |

| Titres bonus - Édition Europe (Bama Rags Records, 2009) | Titres bonus - Édition Europe (Bama Rags Records, 2009) | Titres bonus - Édition Europe (Bama Rags Records, 2009) | Titres bonus - Édition Europe (Bama Rags Records, 2009) | Titres bonus - Édition Europe (Bama Rags Records, 2009) | Titres bonus - Édition Europe (Bama Rags Records, 2009) | Titres bonus - Édition Europe (Bama Rags Records, 2009) | Titres bonus - Édition Europe (Bama Rags Records, 2009) | Titres bonus - Édition Europe (Bama Rags Records, 2009) | Titres bonus - Édition Europe (Bama Rags Records, 2009) |
| No                                                      | Titre                                                   | Durée                                                   |                                                         |                                                         |                                                         |                                                         |                                                         |                                                         |                                                         |
| ------------------------------------------------------- | ------------------------------------------------------- | ------------------------------------------------------- | ------------------------------------------------------- | ------------------------------------------------------- | ------------------------------------------------------- | ------------------------------------------------------- | ------------------------------------------------------- | ------------------------------------------------------- | ------------------------------------------------------- |
| 14.                                                     | Write a Song                                            | 3:51                                                    |                                                         |                                                         |                                                         |                                                         |                                                         |                                                         |                                                         |
| 15.                                                     | Corn Bread                                              | 4:54                                                    |                                                         |                                                         |                                                         |                                                         |                                                         |                                                         |                                                         |
| 63:17                                                   |                                                         |                                                         |                                                         |                                                         |                                                         |                                                         |                                                         |                                                         |                                                         |

### ÉditionsDeluxeetSuper Deluxe
Deluxe Edition
Cette édition inclut le CD de l'album original ainsi qu'un DVD documentaire intitulé Scenes from Big Whisky.
Super Deluxe Edition
L'édition Super Deluxe de Big Whiskey and the GrooGrux King est proposée dans un coffret collector spécial comprenant, :
- l'édition CD originale de l'album (13 titres),
- le disque bonus EP Little Red Bird composé de 4 titres inédits,
- le DVD documentaire Scenes from Big Whisky,
- un livret d'album de 16 pages,
- un album photos relié de 40 pages,
- un livret de 24 pages en hommage à LeRoi Moore,
- 14 lithographies de Dave Matthews (une pour chaque chanson).

Little Red Bird
Avec le coffret Super Deluxe, le groupe ajoute Little Red Bird, un EP de quatre titres inédits produits pendant les sessions d'enregistrement de l'album mais qui n'ont pas été inclus dans la version finale.
| Disque bonus : EP Little Red Bird (RCA Records, 02/06/2009) | Disque bonus : EP Little Red Bird (RCA Records, 02/06/2009) | Disque bonus : EP Little Red Bird (RCA Records, 02/06/2009) | Disque bonus : EP Little Red Bird (RCA Records, 02/06/2009) | Disque bonus : EP Little Red Bird (RCA Records, 02/06/2009) | Disque bonus : EP Little Red Bird (RCA Records, 02/06/2009) | Disque bonus : EP Little Red Bird (RCA Records, 02/06/2009) | Disque bonus : EP Little Red Bird (RCA Records, 02/06/2009) | Disque bonus : EP Little Red Bird (RCA Records, 02/06/2009) | Disque bonus : EP Little Red Bird (RCA Records, 02/06/2009) |
| No                                                          | Titre                                                       | Durée                                                       |                                                             |                                                             |                                                             |                                                             |                                                             |                                                             |                                                             |
| ----------------------------------------------------------- | ----------------------------------------------------------- | ----------------------------------------------------------- | ----------------------------------------------------------- | ----------------------------------------------------------- | ----------------------------------------------------------- | ----------------------------------------------------------- | ----------------------------------------------------------- | ----------------------------------------------------------- | ----------------------------------------------------------- |
| 1.                                                          | #27                                                         | 5:03                                                        |                                                             |                                                             |                                                             |                                                             |                                                             |                                                             |                                                             |
| 2.                                                          | Beach Ball                                                  | 4:11                                                        |                                                             |                                                             |                                                             |                                                             |                                                             |                                                             |                                                             |
| 3.                                                          | Little Red Bird                                             | 2:53                                                        |                                                             |                                                             |                                                             |                                                             |                                                             |                                                             |                                                             |
| 4.                                                          | Write a Song                                                | 3:50                                                        |                                                             |                                                             |                                                             |                                                             |                                                             |                                                             |                                                             |
| 15:57                                                       |                                                             |                                                             |                                                             |                                                             |                                                             |                                                             |                                                             |                                                             |                                                             |

### ÉditionDeluxeiTunes
Les 13 premiers titres sont identiques à l'édition standard originale du CD 
| 14. | Write a Song                                                         | 3:49  |
|     | 'Lives'                                                              |       |
| 15. | Cornbread (Live)                                                     | 5:32  |
| 16. | Shake Me Like a Monkey (Saratoga Performing Arts Center, 13/06/2009) | 4:03  |
| 17. | Alligator Pie (Beacon Theatre, 01/06/2009)                           | 4:22  |
| 18. | Beach Ball (Cynthia Woods Mitchell Pavilion, 01/05/2009)             | 6:36  |
| 19. | You and Me (Acoustic Version)                                        | 4:18  |
| 20. | Lying In the Hands of God (SPAC, Saratoga Springs, 12/06/2009)       | 6:26  |
| 21. | Time Bomb (Comcast Theatre, Hartford, 06/06/2009)                    | 5:29  |
| 22. | You and Me (SPAC, Saratoga Springs, 12/06/2009)                      | 4:34  |
|     | 'Vidéos'                                                             |       |
| 23. | Funny the Way It Is                                                  | 4:26  |
| 24. | Scenes from Big Whiskey, Pt. 1                                       | 4:09  |
| 25. | Scenes from Big Whiskey, Pt. 2                                       | 7:36  |
| 26. | Scenes from Big Whiskey, Pt. 3                                       | 5:07  |
| 27. | Scenes from Big Whiskey, Pt. 4                                       | 12:10 |
| 28. | Dave Talking About the Art (en français : Dave parle de l'art)       | 0:55  |
| 29. | Big Whiskey and the GrooGrux King - Trailer                          | 1:52  |
| 30. | Why I Am                                                             | 4:04  |

## Crédits

### Membres du groupe
- Dave Matthews : guitare, chant
- Tim Reynolds : guitare
- Joe Lawlor, Tim Pierce : guitare (additionnel)
- Carter Beauford : batterie, percussions
- Jamie Muhoberac : claviers, orgue
- Stefan Lessard : basse
- Rob Cavallo : orgue, piano
- Jeff Coffin, LeRoi Moore : saxophone
- Rashawn Ross : trompette
- Danny Barnes : banjo

### Orchestre
- Premier violon : Joel Derouin
- Violons : Alyssa Park, Boyd Tinsley, Charlie Bisharat, Gerardo Hilera, Jacqueline Brand, Josefina Vergara, Laurence Greenfield, Mario DeLeon, Michele Richards, Miwako Watanabe, Natalie Leggett, Philip Vaiman, Roberto Cani, Sharon Jackson, Sid Page, Susan Chatman, Vladimir Polimatidi
- Contrebasse (principal) : Nico Abondolo
- Contrebasse : Timothy Eckert
- Violoncelle (principal) : Steve Richards
- Violoncelles : Armen Ksajikian, Christine Ermacoff, Dane Little, George Kim Scholes, Rudolph Stein, Suzie Katayama
- Alto (principal) : Andrew Duckles
- Altos : Darrin McCann, Karen Bakunin, Matt Funes, Robert Brophy, Victoria Miskolczy

### Équipes technique et production
- Production : Rob Cavallo
- Mastering : Ted Jensen
- mixage : Chris Lord-Alge, Doug McKean
- Arrangements, direction d'orchestre (cordes) : David Campbell
- Ingénierie : Doug McKean
- Ingénierie (additionnel) : Brad Townsend
- Ingénierie (assistants) : Aaron Walk, Floyd Reitsma, Josh Evans, Keith Armstrong, Nik Karpen, Paul Suarez, Rob Evans, Russ Waugh, Sam Hofstedt, Steve Rea, Wesley Fontenot
- Ingénierie (Pro Tools) : Dan Chase, Lars Fox
- Coordination : Aaron Borns, Patrick Jordan, Sharon Lord
- A&R : Bruce Flohr
- Photographie : Valerie Abbott

## Classements hebdomadaires
| Classement (2009)              | Meilleure place |
| ------------------------------ | --------------- |
| Allemagne (Media Control AG)   | 74              |
| Canada (Canadian Albums Chart) | 2               |
| États-Unis (Billboard 200)     | 1               |
| États-Unis (Top Rock Albums)   | 1               |
| Pays-Bas (Mega Album Top 100)  | 99              |
| Portugal (AFP)                 | 24              |
| Royaume-Uni (UK Albums Chart)  | 59              |

## Certifications
| Pays                  | Certification | Unités certifiées |
| --------------------- | ------------- | ----------------- |
| Canada (Music Canada) | Or            | 40 000            |
| États-Unis (RIAA)     | Platine       | 1 000 000         |